# Meteoritul Murchison

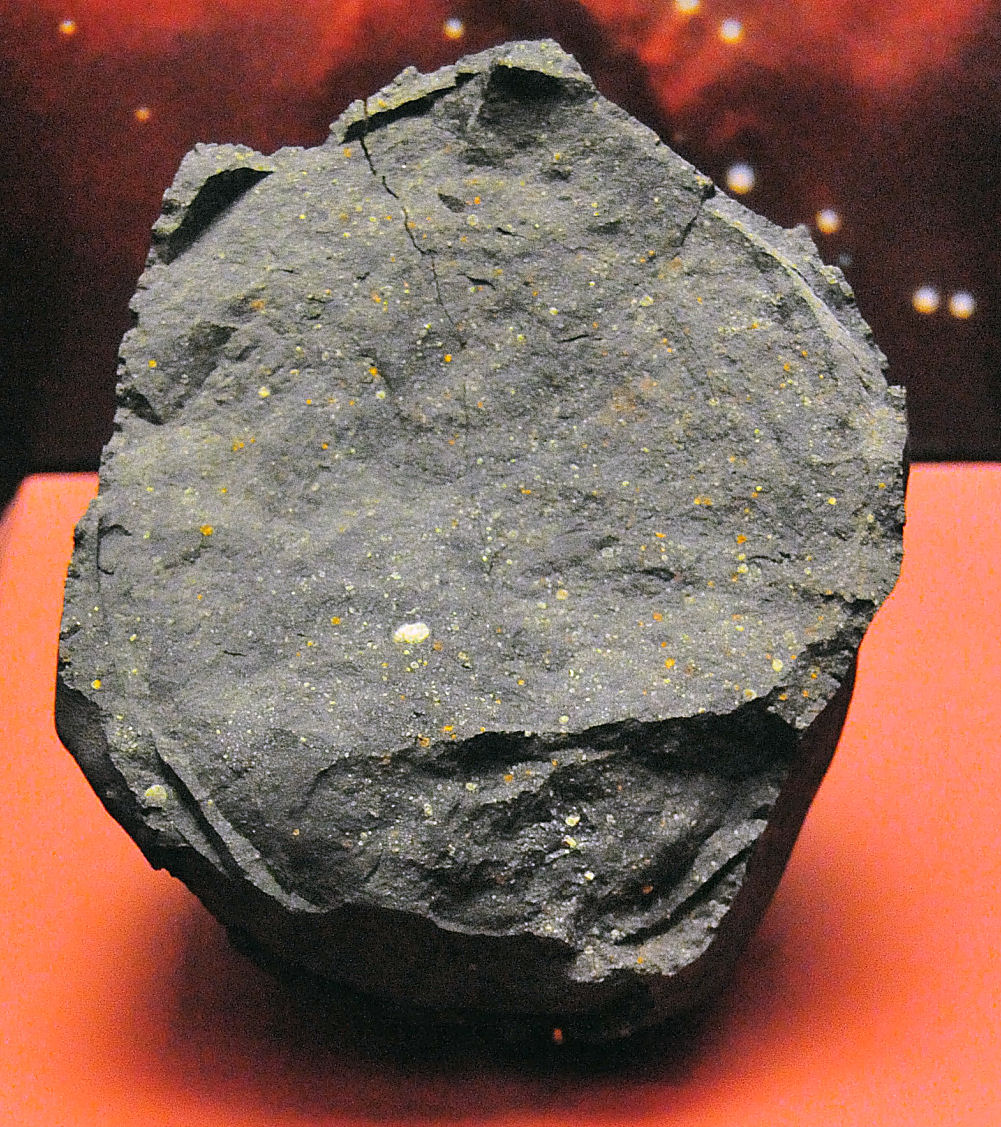
Meteoritul Murchison

Meteoritul Murchison este numit după mica localitate Murchison, statul Victoria, aflat în Australia. Este unul dintre cei mai studiați meteoriți, datorită masei sale mari (>100 kg), datorită faptului că a fost observată o prăbușire și aparține unui grup de meteoriți bogați în compuși organici. 

## Istoria
Pe 28 septembrie 1969, în jurul orei 10:58, în apropierea orașului Murchison, Victoria din Australia, o minge de foc luminoasă a fost observată înainte de a se separa în trei fragmente, lăsând un nor de fum. Aproximativ 30 de secunde mai târziu, un zgomot a fost auzit. Multe exemplare au fost descoperite pe o suprafață mai mică de 13 km², cu mase individuale de până la 7 kg; un fragment, cu o greutate 680 g, a trecut printr-un acoperiș și a căzut în fân. Masa totală colectată a fost de peste 100 kg. 

## Clasificare și compoziție
Meteoritul aparține grupului CM de chondrite de carbon (a se vedea clasificarea meteoriților) (en.).

## Materie organică

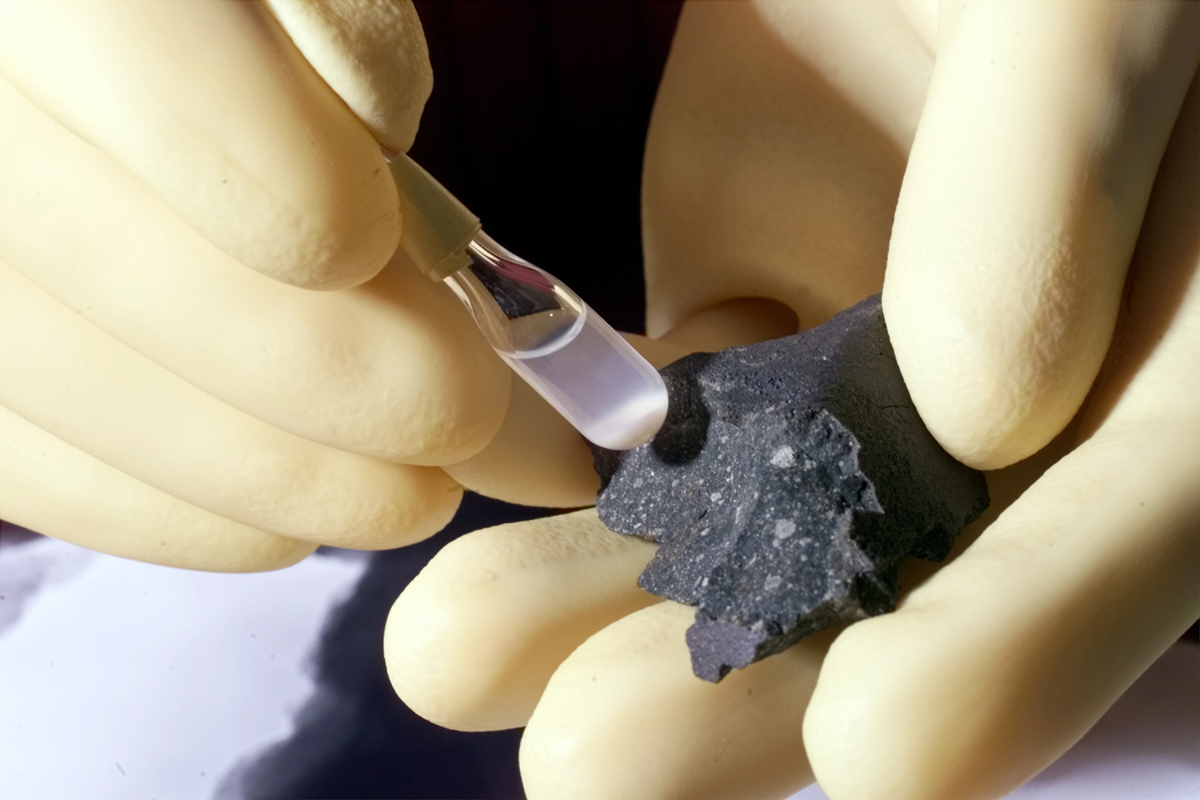
Fragment din meteoritul Murchison (în dreapta) şi particule izolate individuale (prezentate în eprubetă).

Murchison conține aminoacizi comuni, cum ar fi glicina, alanina și acidul glutamic, precum și aminoacizi mai rar întâlniți cum ar fi isovalina și pseudoleucina.